# ウェールズ長老教会

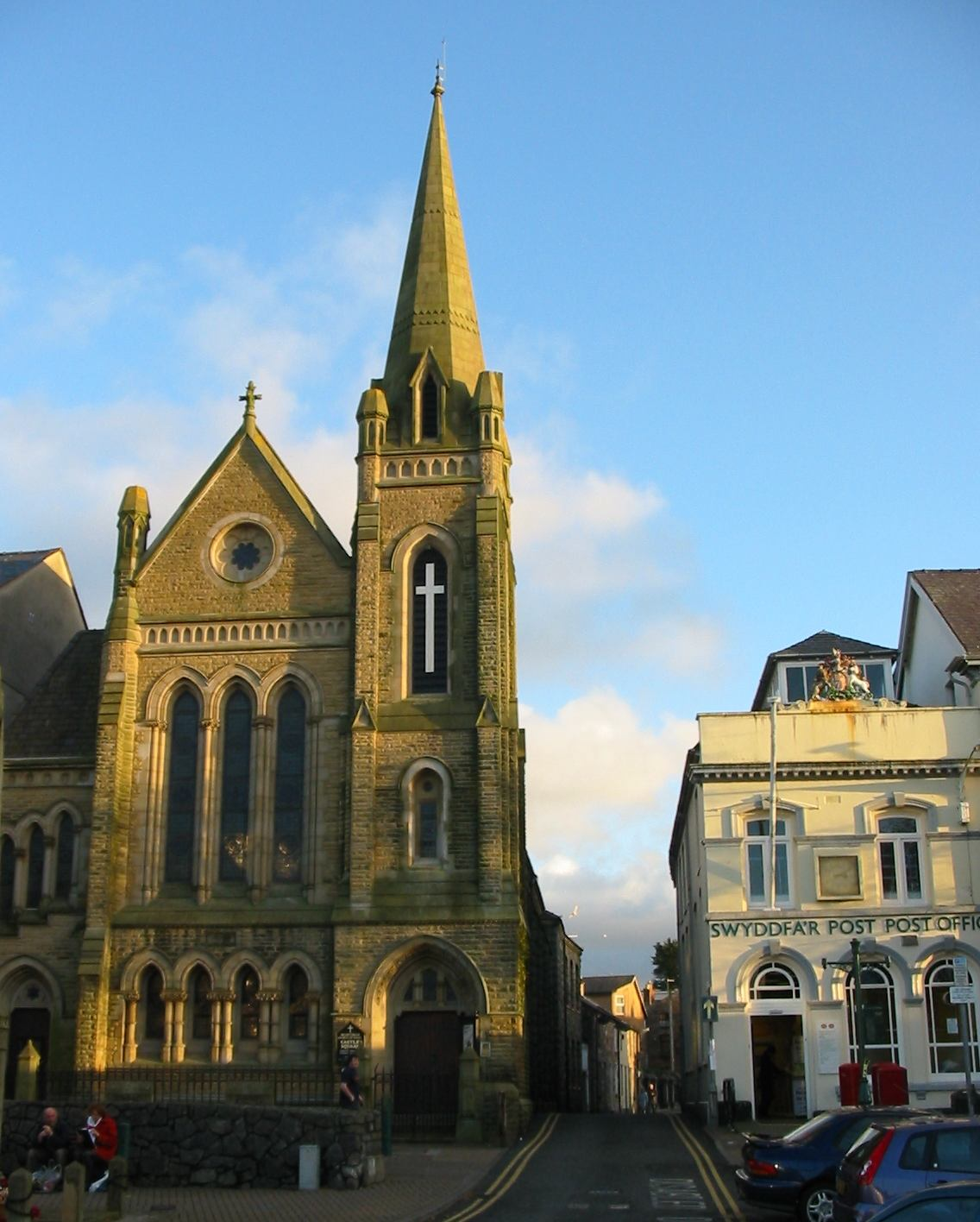

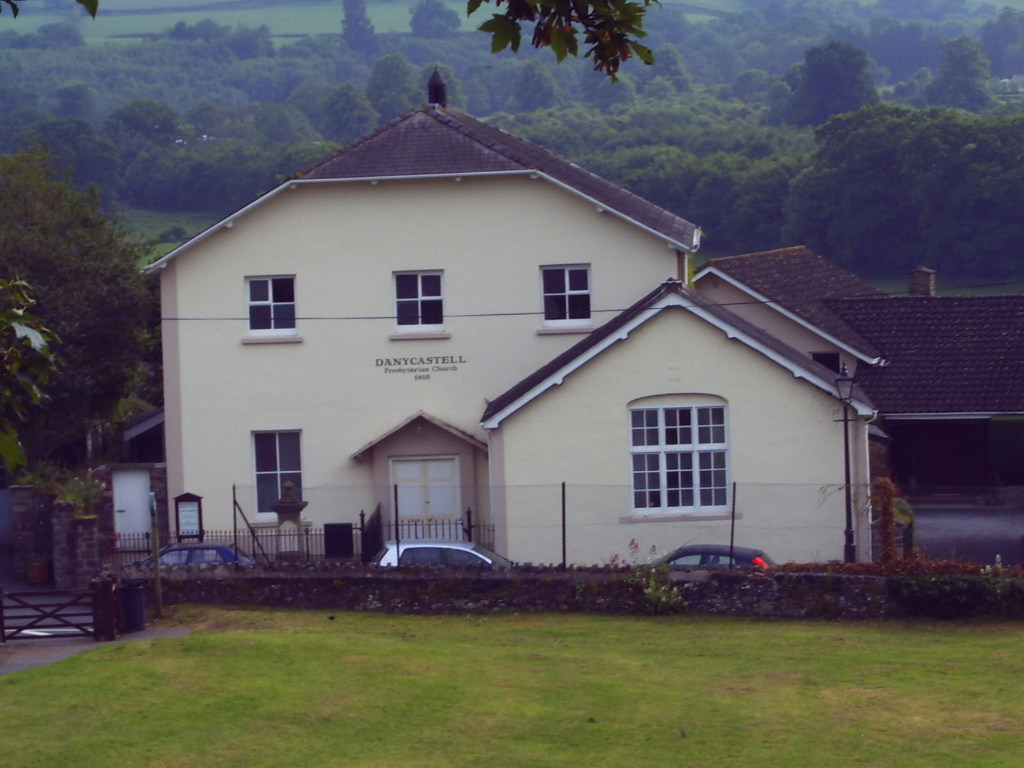
ウェールズ長老教会
(1806年建立)

ウェールズ長老教会（ウェールズちょうろうきょうかい、英語: The Presbyterian Church of Wales、ウェールズ語: Eglwys Bresbyteraidd Cymru）、別名カルヴァン派メソジスト教会（英語: The Calvinistic Methodist Church、ウェールズ語: Yr Eglwys Fethodistaidd Galfinaidd）は、ウェールズで有力な長老派のプロテスタント教会。
ウェールズ・メソジスト・リバイバルで生まれ、1811年にイングランド国教会から脱退した。1823年、公式に分離して形成され、「カルヴァン派メソジスト、ウェールズ長老教会信仰告白」（Confession of Faith of the Calvinistic Methodists or the Presbyterians of Wales）を採択した。カルヴァン主義を採用し、ウェスレー派（アルミニウス主義傾向）のメソジストと区別される。
ウェールズでは1859年と1904年にもリバイバルが起こった。1904年にはエバン・ロバーツ（1878-1951）の説教によって10万人がイエス・キリストの許に帰ったと言われる。